# Szovjet (tanács)
A szovjet (oroszul Совет) közigazgatási egység volt a Szovjetunió területén, melyek az 1917-es polgárháború után alakultak meg autonóm köztársasági, közigazgatási, területi, illetve települési szinten. Ezen tanácsok a helyi kommunista párthatalmat szolgálták ki, tagjait felsőbb pártutasításra „választották” meg. A szovjetek szövetségeként alakult meg 1922-ben a Szovjet Szocialista Köztársaságok Szövetsége (Союз Советских Социалистических Республик, azaz Szojuz Szovjetszkih Szocialisztyicseszkih Reszpublik, röviden Советский Союз [Szovjetszkij Szojuz] vagy CCCP [SZSZSZR]). A szovjetek mintájára szervezték meg az 1950-es években a kommunista országok többségében az ún. tanácsokat. Magyarországon is tanácsok jöttek létre; a városok, azokon belül a kerületek, valamint az egyéb települések, a járások, a megyék és a főváros vezető szervévé a tanács vált, élén a tanácselnökkel. A tanácsrendszert Magyarországon a rendszerváltással az önkormányzati rendszer követte. A Belarusz Köztársaságban még ma is tanácsokra (szelszovjet) oszlanak a magasabb szintű közigazgatási egységek.